# Arystokracja podziemi (film 1961)
Arystokracja podziemi – amerykański komediodramat z 1961 roku, w reżyserii Franka Capry.
Film jest remakiem filmu Arystokracja podziemi (Lady for One Day) z 1933 roku, zrealizowanego przez tego samego reżysera, na podstawie opowiadania Damona Runyona.

## Opis fabuły
Człowiek o pseudonimie Lord, zarządzający nowojorskim podziemiem, jest człowiekiem dobrym i szlachetnym, a równocześnie sprytnym i obrotnym. Kiedy do Nowego Jorku ma przybyć córka "królowej żebraków", mieszkająca w Europie, zupełnie nieświadoma profesji swej matki i do tego zaręczona z Hiszpanem z wyższych sfer, Lord postanawia zapobiec odkryciu prawdy przez córkę. Na kilka dni przemienia on żebraczkę w prawdziwą damę.

## Obsada aktorska
- Ann-Margret (Louise)
- Hope Lange (Elizabeth 'Queenie' Martin)
- Thomas Mitchell (George Manville)
- Peter Falk (Joy Boy)
- Arthur O’Connell (Hrabia Alfonso Romero)
- Glenn Ford (Dave the Dude Conway)
- Bette Davis (Apple Annie)
- Edward Everett Horton (Hutchins)
- David Brian (Gubernator)
- Sheldon Leonard (Steve Darcey)
- Betty Bronson (żona majora)

i inni